# Свобода і право (праця Бруно Леоні)
«Свобода і право» (англ. Freedom and the Law) — це найпопулярніша праця італійського правознавця і філософа Бруно Леоні. Вперше вона була опублікована в 1961-му і сьогодні 3-є видання стало широко доступним в Інтернеті, в Онлайн бібліотеці Ліберті .